# Уродонал
1. Уродонал Шателена. Реклама. Россия, 1910-е годы. На клещах надпись: «Мочевая кислота» (фр. Acide urique)
2. «Уродонал очищает почку». Реклама. Франция, 1910-е годы

Уродона́л (новолат. Urodonal — «мочегонный», из др.-греч. οὖρον — моча и лат. donare — дарить) — патентованный лекарственный препарат, легкорастворимый гранулированный шипучий порошок состава лизидин (2-метил-2-имидазолин; иногда заменялся бензойной кислотой), сидонал (хинокислый пиперазин; иногда заменялся солями лития), уротропин (гексаметилентетрамин), питьевая сода (гидрокарбонат натрия), лимонная кислота. Создан в 1907 году «фармацевтом первого класса», «многолетним главным химиком Парижских Лабораторий и Клиник» Жаном-Луи Шателеном (фр. Jean-Louis Châtelain; корректная русская передача — Шатлен).
Препарат производился в первой трети XX века французской фармацевтической фирмой J.-L. Châtelain. Наряду с другими патентованными препаратами Шателена (глобеоль, жюболь) поставлялся во многие страны мира, в том числе в Россию. Некоторое время выпускался в СССР. По уверениям фирмы, обладал способностью (экспериментально не доказанной) растворять мочекислые отложения и усиливать выделение из организма мочевой кислоты, на основании чего рекламировался как «чудодейственное средство» от почечнокаменной и жёлчнокаменной болезней, подагры, артрита, ревматизма, атеросклероза, ожирения, печёночных колик и других заболеваний разнообразной этиологии.

К середине 1930-х годов, после скандальных разоблачений в медицинской печати и принятия законодательных запретов на ввоз препарата в некоторые страны — в частности, США, — производство уродонала было прекращено.

## Факты
- Уродонал Шателена упоминается в романе Ильи Ильфа и Евгения Петрова «Двенадцать стульев» (1928; часть первая: «Старгородский лев», «Глава VI. Продолжение предыдущей»), автобиографической повести Льва Кассиля «Кондуит и Швамбрания» (1928—1931, 1955; часть первая: «Кондуит», раздел «Голубиная книга», глава «Происхождение негодяев» и далее), романе Юлия Крелина «Хирург» (1974), лёгшем в основу трёхсерийной телевизионной драмы «Дни хирурга Мишкина» (1976):

Жизнь била ключом. «Уродонал Шателена», как вещали гигантские объявления, мгновенно придавал почкам их первоначальную свежесть и непорочную чистоту.

Самым главным негодяем Швамбрании был кровожадный граф Уродонал Шателена. В то время во всех журналах рекламировался «Уродонал Шателена», модное лекарство от камней в почках и печени. На объявлениях уродонала обычно рисовался человек, которого терзали ужасные боли. Боли изображались в виде клещей, стиснувших тело несчастного. Или же изображался человек с платяной щёткой. Этой щёткой он чистил огромную человеческую почку. Всё это мы решили считать преступлениями кровожадного графа.
— <…> Уродонал Шателена.

— Что, что?

— Шателена, говорю, уродонал. <…> Лекарство такое было в начале века от камней в почках. Читай «Кондуит и Швамбрания». Как я эту книгу любил!

— Не понял, Евгений Львович, при чём тут.

— При том, что звучит противно — уродонал Шателена. Ещё там было имя, тоже лекарство, кажется, — Каскара Саграда. А может, я путаю. А во-вторых, в книге этот уродонал подносился как враг всего номер один — некий адмирал Шателен. Противно, в общем. Сёстры дадут. Командуй, адмирал.
- Главный герой рассказа Евгения Петрова «Сильная личность» (1927) — Уродоналов, директор Козолуповского городского банка[10].
- Уродональ Карье (фр. Urodonal Carrier) — протагонист рассказа французского писателя Бориса Виана «Мыслитель» (фр. Le penseur, 1949; русский перевод 1998)[11].
- Входящий в состав уродонала пиперазин — эффективное противогельминтное средство[12].